# Dušan Mášik
Dušan Mášik (* 9. září 1969) je bývalý slovenský fotbalista, útočník.

## Fotbalová kariéra
V československé lize hrál za Plastiku Nitra. V československé lize nastoupil v 64 utkáních a dal 6 gólů. Dále hrál v maďarské lize za Pécs.

## Ligová bilance
| Ročník                                   | Zápasy | Góly | Klub           |
| ---------------------------------------- | ------ | ---- | -------------- |
| 1. československá fotbalová liga 1988/89 | 12     | 1    | Plastika Nitra |
| 1. československá fotbalová liga 1989/90 | 19     | 2    | Plastika Nitra |
| 1. československá fotbalová liga 1990/91 | 21     | 3    | FC Nitra       |
| 1. československá fotbalová liga 1992/93 | 12     | 0    | FC Nitra       |
| LIGA CELKEM                              | 64     | 6    |                |